# St. Georgen am Fillmannsbach
St. Georgen am Fillmannsbach là một đô thị ở huyện Braunau bang Oberösterreich, nước Áo. Đô thị này có diện tích 7 km², dân số thời điểm ngày 31 tháng 12 năm 2005 là 410 người.